# Amynodontidae
Amynodontidae («захисний зуб») — родина вимерлих непарнопалих, споріднених зі справжніми носорогами. Їх зазвичай зображують як напівводних бегемотів, схожих на носорогів, але цей опис підходить лише для представників Metamynodontini; інші групи амінодонтів, такі як кадуркодонтини, мали більш типові для унгулят пропорції та конвергентно розвинули тапіроподібний хоботок.
Грецька назва родини описує їхні бивні, отримані від збільшених іклів. Непарнопалі є травоїдними тваринами, тому ці бивні використовувалися або для стримування, або для захисту від хижаків (як випливає з назви), або, можливо, у боях між самцями.
Їх скам'янілості були знайдені в Північній Америці та Євразії, вік яких варіюється від середнього еоцену до раннього олігоцену, з одним родом (Cadurcotherium), який зберігся до пізнього олігоцену в Південній Азії (Пакистан).

## Таксономія
†Amynodontidae
- Subfamily Amynodontinae
  - Tribe Cadurcodontini
    - Genus Cadurcodon[10]
    - Genus Lushiamynodon[10]
    - Genus Sharamynodon[10]

  - Tribe Metamynodontini
    - Genus Gigantamynodon[10]
    - Genus Metamynodon
    - Genus Paramynodon[10]
    - Genus Zaisanamynodon[10]

  - Tribe incertae sedis
    - Genus Amynodon[10]
- Subfamily incertae sedis
  - Genus Amynodontopsis[10]
  - Genus Armania[11]
  - Genus Cadurcotherium[10]
  - Genus Caenolophus[12]
  - Genus Hypsamynodon[10]
  - Genus Megalamynodon[10]
  - Genus Penetrigonias[13]
  - Genus Procadurcodon[10]
  - Genus Rostriamynodon[14]
  - Genus Teilhardia[14]